# Karel Mašek

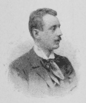
Karel Mašek

Fa Presto (* 29. Dezember 1867 in Prag; † 13. Oktober 1922 ebenda;eigentlich Karel Mašek) war ein tschechischer Dichter.

## Leben
Mašek studierte Rechtswissenschaft an der Karlsuniversität; danach arbeitete er als Beamter, ab 1892 am Prager Gericht, seit 1896 im dortigen Magistrat. Neben seiner hauptberuflichen Tätigkeit war er als Lyriker und Stückeschreiber aktiv und verfasste Humoresken und Parodien, in denen er die Erscheinungen der damaligen bürgerlichen Gesellschaft thematisiert.

## Werke
Karel Mašek veröffentlichte unter dem Pseudonym Fa Presto zahlreiche Erzählungen, wie "Kartenhäuser" (1896), "Königinnen ohne Königreich" (1898), "Die Mühle in der Einöde" (1909), "Die Ufer des ewigen Frühlings" (1917), "Ein buntes Beet voler Liebe, Wut und Lachen" (1917), " Malereien für die Chronik" (1920) und "Das Geheimnis der Naschkatze" (posthum 1925).
Die Erzählung Das Lied von den Sternen (Ü: Gustav Just) erschien in der Anthologie Ein Prager Sherlock Holmes – Tschechische Humoresken im Berliner Verlag der Nation, 1990.